# فرانک ال. گرین
فرانک ال. گرین (به انگلیسی: Frank L. Greene) سناتور سابق عضو حزب جمهوری‌خواه ایالات متحده آمریکا بود. وی در سال ۱۹۲۳ تا ۱۹۳۰ میلادی سناتور ایالت ورمانت در سنای ایالات متحده آمریکا بود.